# Матері в молитві

Логотип руху «Матері в молитві»

«Матері в молитві» — релігійний рух католицької церкви.

## Історія
Рух «Матері в молитві» розпочався в Англії в 1995 році. Дві жінки, Вероніка Вільямс та її братова Сандра, ведені Господом, вирішили в особливий спосіб молитися за своїх дітей. Під час молитви вони збагнули, що Ісус хоче, щоб усі матері поручили Йому опікуватися дітьми, віддали Йому свій материнський біль, щоб Він пролив Своє благословення на їхніх дітей.
Згодом цей рух поширився по цілому світу і нині існує у 80 країнах світу.

## В Україні
Перша спільнота руху в Україні виникла у 2000 році при Архікатедральному Соборі святого Юра з благословення Любомира (Гузара). Тепер такі спільноти є у всіх єпархіях УГКЦ.
Спільноти «Матері в молитві» ставлять собі за мету регулярні молитви за своїх дітей, дітей парафії та всіх українських дітей.
Спільнота проводять щорічні прощі по духовних місцях України, реколекції, з'їзди єпархіальних спільнот. Також проводяться інші зустрічі, зокрема, конференції в деканатах.

### Прощі
12—14 травня 2017 року в Зарваницькому духовному центрі відбулася десята ювілейна піша проща членкинь спільноти «Матері в молитві», яка була присвячена 150-річчю коронування ікони Зарваницької Матері Божої та 15-річчю з Дня створення цієї молитовної спільноти в Тернопільсько-Зборівській архиєпархії УГКЦ. У прощі взяло участь до 800 осіб.

### Спільнота «‎Матері в молитві» Івано-Франківської Архієпархії УГКЦ
Перша спільнота «Матері в молитві» ІФА заснована в липні 2005 р. Б. На даний час учасницями спільноти є понад п’ять тисяч матерів.

#### Статут спільноти
Статут спільноти «‎Матері в молитві» Івано-Франківської Архієпархії УГКЦ. Документ затверджено духовним проводом Івано-Франківської Архієпархії УГКЦ

#### Гімн спільноти
Гімн спільноти «Матері в молитві» – «Єднаймось в молитві матері» – це прониклива і емоційна пісня, яка стала символом молитви матерів за своїх дітей, за Україну та за весь світ. Вона була написана і виконана п. Тетяною Пилипів у 2016 р., слугинею спільноти с. Опришівці (Івано-Франківськ).